# 时代本质
时代本质（羅馬化：Sut' vremeni）是俄罗斯的一个共产主义“社会政治运动”。该组织成立于2011年3月。该党的意识形态是共产主义、新苏维埃主义、新斯大林主义、苏维埃爱国主义。该组织的领袖是谢尔盖·库尔金扬，一位政治科学家、哲学家和戏剧导演。该组织的总部位于莫斯科。该组织的宣言《时代本质》阐述了该组织的信条。

该组织志愿者在俄乌战争中使用的旗帜